# ضمان الحقوق

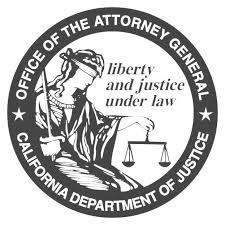
أحد أشكال رمز سيدة العدل في كاليفورنيا، حيث تمثّل العصابة الحاجبة لعينيها العدالة في الإجراءات القانونية.

يتمثّل ضمان الحقوق أو حق الإجراء العادل (بالإنكليزية: Due process) في الواجب القانوني على الدولة باحترام جميع الحقوق القانونية التي يمتلكها الفرد، وهو يوازن سلطة قانون الدولة ويحمي الأفراد المواطنين منها، فعندما تضرّ الحكومة فرداً ما دون اتّباع المسار الصحيح للقانون، تكون قد خرقت حق الإجراء العادل، ما يُسيء بدوره بعدالة القانون.
وكثيراً ما تم تفسير هذا الحق أيضاً على أنه الحدّ من التشريعات والإجراءات القانونية حتى يتسنى للقضاة، عوضاً عن المشرّعين، تحديد المفاهيم الأساسية للعدالة، والإنصاف والحرية، وضمانها جميعاً، وقد أثبتت تلك التفسيرات جدليتها.
وبشكل مماثل لمفاهيم العدالتين الطبيعية والإجرائية المُستخدمة ضمن نطاق العديد من السلطات القضائية الأخرى، يتم التعبير عن تفسيرات حق الإجراء العادل أحياناً بأمر صادر يمنع الحكومة من ظلم الشعب أو الإساءة له جسدياً.
لا يُستخدم مُصطلح حق الإجراء العادل في القانون الإنكليزي المعاصر، لكن يُقاربه مفهومان شبيهان، هما العدالة الطبيعية –والتي تنطبق عموماً على قرارات الوكالات الإدارية وبعض أنواع الهيئات الخاصة كالنقابات المهنية حصراً– ومفهوم الدستور البريطاني عن حُكم القانون كما وضّحه ألبيرت فين دايسي وآخرون.
لكن لا يصطف أي من المفهومين السابقين بانتظام تام مع النظرية الأمريكية عن حق الإجراء العادل، والتي تحتوي حالياً العديد من الحقوق الضمنية غير الموجودة في أي من المفاهيم القديمة أو الحديثة عن الإجراء العادل في إنكلترا.
تطوَّر حق الإجراء العادل عن المادة 39 من الوثيقة العظمى في إنكلترا، إذ ظهرت الدلالات الأولى على هذا الحق في بند للتسليم القانوني تابع لتلك المادة عام 1354 أفاد بما يلي: «لن يتم إخراج أي فرد، مهما كانت حالته أو ظرفه، من أرضه أو دياره، ولا القبض عليه، ولا حرمانه من حقوقه وميراثه، ولا إعدامه، دون مساءلته بواسطة الإجراء العادل للقانون.» 
ومع تباعد القانونين الإنكليزي والأمريكي تدريجياً، لم يُدعم حق الإجراء العادل في إنكلترا كما يجب، بالمقابل تم تضمينه في دستور الولايات المتحدة الأمريكية. وتعترف العديد من الدول ببعض أشكال حق الإجراء العادل بموجب القانون الدولي المُتعارف عليه، ورغم كون التفاصيل مُبهمة غالباً، تتفق مُعظم الدول على وجوب ضمان مستوى أدنى أساسي من العدل والإنصاف للزائرين الأجانب.
وناقشت بعض الدول بأنه مُلزمة بعدم تفضيل الأجانب بحقوق تفوق حقوق مواطنيها، وهو ما يمثّل مبدأ مُعاملة الأجنبي كمواطن، ما يعني أيضاً أن كليهما سيكون عُرضة لنفس أنواع الحرمان التي قد تمارسها الحكومة، لكن قد يختفي الفرق بين هذين المنظورين بتنامي القانون الدولي لحقوق الإنسان والتوظيف المتواتر للمعاهدات في إدارة معاملة المواطنين الأجانب خارج بلادهم.

## معالم ضمان الحق

### الوضوح
يتحقق وضوح حكم المحكمة عن طريق أو وسيلة إصدار حكم والنطق بحكم معتمدا على قوانين وبنود . كذلك يلزم إلغاء حكم اصدر حكم بذلك والنطق به. وتوجد عادة نظم قانونية في مزاولة القضاء إصدار حكامه وكذلك ترجع قرارات الرسمية إلى قوانين وبنود . وبالنسبة إلى التعليمات الرسمية فهي تعتمد على قوانين وبنود في حالات تطبيقها مباشرة في أحد الإطارات العامة. الإطار العام .
ويعني وضوح الحكم أو وضوح القرار أن لا تحتوي على أي متناقضات وان تكون واضحة، وأن تكون مفهومة للمرسل إليه ولجهة التطبيق.

### الدقة
بالإضافة إلى الوضوح تأتي الدقة وكلتاهما متق بالآخر. وتتحد الدقة في الحكم أو الدقة في قرار إداري بالاعتماد على القوانين والتعليمات الإدارية.

### الدوام
يعتني دوام الحق بالمحافظة على تأييد المواطن للنظام القانوني في بلده . وتظهر أحيانا مشكلات بالنسبة إلى قوانين متعلقة بتعديلات على قوانين سابقة، حيث قد تتولد عن قانون جديد تغييرات بالنسبة لأحكام أو نظم سابقة أضرارا على بعض الناس، فلا يصح طبقا للدستور إجراء تلك التغييرات . ماعدا في حالة عدم توافر ثقة الجمهور في تغيير قانون، أو عند عدم توقع توفر ثقة الجمهور، أو في حالة الفائدة الكبيرة التي ستعود على المجتمع ككل .
وفي حالة تغيير قانون أو مرسوم يؤثر بأثر رجعي على حقوق بعض الأشخاص فلا يجوز ذلك إلا في حدود التناسب والاستطاعة للمتضررين . ولكن ذلك لا يصح إذا كان الثقة في القانون أو المرسوم القديم أكثر قدرا من مجرد المصلحة العامة. أي أن ثقة المواطن في قوانينه تشكل أحيانا ضمانا قيما عن مجرد الاستناد إلى المصلحة العامة.

## اقرأ أيضا
- حقوق فردية